# 셀 교회
셀 교회(cell Church)는 셀 그룹의 정기적인 모임을 중심으로 하는 기독교 교회 구조이다. 소그룹 사역은 흔히 셀 그룹이라고 불리지만 홈 그룹(home group), 홈 프렌드십 그룹(home friendship group), 홈 케어 그룹(home care group), 하우스 펠로우십(house fellowship), 라이프 그룹(life group)이라고도 불린다.
셀 그룹이 있는 교회가 반드시 셀 교회인 것은 아니다. 셀 교회는 셀 그룹들로 구성되고 그들을 중심으로 이루어져야 한다. 셀 교회에서는 셀 리더(있는 경우)가 사실상 교회 내 목사나 멘토로 간주된다.
존 웨슬리는 18세기에 처음에는 영국에서, 나중에는 미국에서 감리교 단체를 전국적인 운동으로 만들면서 그가 클래스 미팅(class meeting)이라고 부르는 셀 그룹 구조의 한 형태를 사용했다.

## 같이 보기
- 셀 그룹